# Lijst van beelden in Schiedam
Dit is een (onvolledige) chronologische lijst van beelden in Schiedam. Onder een beeld wordt hier verstaan elk driedimensionaal kunstwerk in de openbare ruimte van de Nederlandse gemeente Schiedam, waarbij beeld wordt gebruikt als verzamelbegrip voor sculpturen, standbeelden, installaties, gedenktekens en overige beeldhouwwerken.
Voor een volledig overzicht van de beschikbare afbeeldingen zie: Beelden in Schiedam op Wikimedia Commons.
| Jaar     | Titel                                          | Kunstenaar                                    | Straat                                          | Plaats   | Materiaal                    | Afbeelding |
| -------- | ---------------------------------------------- | --------------------------------------------- | ----------------------------------------------- | -------- | ---------------------------- | ---------- |
| 1898     | Emmaschaal                                     | Metaalconstructiebedrijf Gebrs. Vincent & Co. | Emmaplein                                       | Schiedam | smeedijzer                   |            |
| 1931     | Heilig Hartbeeld                               |                                               | Singel                                          | Schiedam |                              |            |
| 1935     | Emmabank                                       | C.E. Alexander                                | Julianapark                                     | Schiedam |                              |            |
| 1949     | Bevrijdingsmonument                            | Pieter Starreveld                             | Julianapark                                     | Schiedam | natuursteen                  |            |
| 1950     | Reliëf: Mens die de natuur bedwingt            | Pieter Starreveld                             | Marconistraat                                   | Schiedam |                              |            |
| 1951     | Heilig Hartbeeld                               |                                               | Kerkweg                                         | Kethel   | brons                        |            |
| 1955     | Bevrijdingsmonument                            | Jan van Luijn                                 | Gerrit Verboonstraat, plantsoen                 | Schiedam | brons                        |            |
| 1957     | Wandreliëf drie kinderen                       | Piet van Stuivenberg                          | Burg. van Haarenlaan 1155                       | Schiedam |                              |            |
| 1958     | Mozaïek Naïef stadsoverzicht                   |                                               | Burg. van Haarenlaan 954                        | Schiedam |                              |            |
| 1960     | Vis Mens Dier                                  | Hans Petri                                    | Spuisluis/Havendijk                             | Schiedam |                              |            |
| 1963     | Speelobject                                    | Hans Petri                                    | Burg. van Haarenlaan 871                        | Schiedam |                              |            |
| 1963     | De Goede Herder                                | André Henderickx                              | Rijnstraat 1                                    | Schiedam |                              |            |
| 1965     | Pegasus                                        | Gooitzen de Jong                              | Sint Liduinastraat 35                           | Schiedam |                              |            |
| 1968     | Geborgenheid                                   | Piet van Stuivenberg                          | Nieuwe Damlaan 759                              | Schiedam |                              |            |
| 1973     | Verdrongen levensbesef                         | Adine Engelman                                | hal stadskantoor                                | Schiedam |                              |            |
| 1975     | beeld                                          | Diet Wiegman                                  | Begraafplaats Beukenhof, Laan van Spieringshoek | Schiedam |                              |            |
| 1980     | Reliëf Christus en kinderen                    | Henk Tieman, De Porceleyne Fles               | Aleidastraat 71                                 | Schiedam |                              |            |
| 1983     | Peperclips                                     | Daan Padmos                                   | Land van Ris                                    |          | aluminium                    |            |
| 1985     | Brandersknecht                                 | Frits Henderickx                              | Lange Haven, Korenbeurs                         | Schiedam |                              |            |
| 1986     | Zakkendrager                                   | Hans van der Plas                             | Lange Haven, Korenbeurs                         | Schiedam |                              |            |
| 1988     | De golf                                        | Kunst & Vaarwerk                              | Maasdijk - Voorhavenkade                        | Schiedam | Staal met kleurcoating       |            |
| 1991     | Vrouwe Aleida                                  | Theresia van der Pant                         | Broersvest, Huis te Riviere                     | Schiedam |                              |            |
| 1992     | Destillateur                                   | Theo Stevens                                  | Lange Haven, Korenbeurs                         | Schiedam |                              |            |
| 1992     | Kuiper                                         | Robbert Jan F. Donker                         | Koemarkt 1                                      | Schiedam |                              |            |
| 1995     | Scheepsbouwer                                  | Ineke van Dijk                                | Hoofdplein                                      | Schiedam | Brons                        |            |
| 1997     | Herdenkingsmonument Koningin Emma              |                                               | Plantage                                        | Schiedam | Brons op natuurstenen sokkel |            |
| 1998     | Bert & Brigit                                  | Arjen Lancel                                  | Harreweg (51.9434698, 4.3739376)                | Schiedam |                              |            |
| 1998     | De Goede Mens 2                                | Peter Hellemons                               | Warmoezenierstraat                              | Schiedam |                              |            |
| 1998     | Horizontal Column of Five Squares Excentric II | George Rickey                                 | Vijver Prinses Beatrixpark                      | Schiedam | Roestvrij staal              |            |
| 1998     | Sint Liduina                                   | Judith Pfaeltzer                              | Oude Kerkhof                                    | Schiedam |                              |            |
| 2001     | Indië-Korea Monument                           | Ella van de Ven                               | Begraafplaats Beukenhof, Laan van Spieringshoek | Schiedam |                              |            |
| 2002     | Bank                                           | Dora Dolz                                     | Prinses Beatrixpark                             | Schiedam |                              |            |
| 2002     | Hekken                                         | Narcisse Tordoir                              | Lange Kerkstraat                                | Schiedam |                              |            |
| 2002     | Mobiele Jurk                                   | Esther Zitman                                 | Plantage                                        | Schiedam |                              |            |
| 2005     | La Destination Suprème II                      | Michel Snoep                                  | Plantage                                        | Schiedam |                              |            |
| 2006     | Snöffelen                                      | Marjolijn Mandersloot                         | ABBAborg (Sveaparken)                           | Schiedam |                              |            |
| 2007     | Antipode                                       | Lon Pennock                                   | Plantage                                        | Schiedam | cortenstaal                  |            |
| 2008     | Vaas                                           | Albert Verkade                                | Julianapark                                     | Schiedam |                              |            |
| 2009     | Leeuwen                                        | Tom Claassen                                  | Julianapark                                     | Schiedam |                              |            |
| 2011     | Weight Play                                    | Philip Rickey                                 | langs vijver Prinses Beatrixpark                | Schiedam | grijs graniet                |            |
| 2012     | Gedachtenballon                                | Babette Degraeve                              | Kethelpark                                      | Schiedam | polyester                    |            |
| 2014     | Circus Svea                                    | Kees Bierman, Adriaan Rees                    | Lavendelveld                                    | Schiedam |                              |            |
| 2017     | De Maashoorn                                   | Pierluigi Pompei                              | Maasboulevard                                   | Schiedam |                              |            |
|          | Lines XXII                                     | Don Satijn                                    | Plantage                                        | Schiedam |                              |            |
|          | onbekend                                       | Frans Huisman?                                | Plantage                                        | Schiedam | hout                         |            |
| onbekend | onbekend                                       | onbekend                                      | Haven                                           | Schiedam |                              |            |
|          | Wandmozaïek                                    | Hans van der Jagt                             | Willem Pastoorsstraat 5                         | Schiedam |                              |            |
|          | onbekend                                       | onbekend                                      | Stadhouderslaan 98                              | Schiedam |                              |            |
|          | onbekend, grootvader en kind                   | onbekend                                      | Sint Liduinastraat 10                           | Schiedam |                              |            |